# Women's United Soccer Association
De Women's United Soccer Association (vaak afgekort tot WUSA) was een vrouwenvoetbalcompetitie in de Verenigde Staten van 2000 tot 2003. De competitie was de eerste in de wereld die professioneel ging.

## Geschiedenis
Doordat het Amerikaans voetbalelftal in 1999 het WK voetbal voor vrouwen won, kwamen de speelsters bij de nationale bond met de vraag of er een professionele competitie kon worden opgezet. De twintig speelsters waren: Michelle Akers, Brandi Chastain, Tracy Ducar, Lorrie Fair, Joy Fawcett, Danielle Fotopoulos, Julie Foudy, Mia Hamm, Kristine Lilly, Shannon MacMillan, Tiffeny Milbrett, Carla Overbeck, Cindy Parlow, Christie Pearce, Tiffany Roberts, Briana Scurry, Kate Sobrero, Tisha Venturini, Saskia Webber en Sara Whalen.

## Deelnemende teams
| Team                | Bijzonderheid                                                 |
| ------------------- | ------------------------------------------------------------- |
| Atlanta Beat        |                                                               |
| Boston Breakers     |                                                               |
| Carolina Courage    | Zou eigenlijk Orlando Tempest gaan heten in Orlando (Florida) |
| New York Power      |                                                               |
| Philadelphia Charge |                                                               |
| San Diego Spirit    |                                                               |
| San Jose CyberRays  | Als Bay Area CyberRays in 2001                                |
| Washington Freedom  |                                                               |

## Kampioenen
| Seizoen | Kampioen           | Einduitslag           | Runner-Up          |
| ------- | ------------------ | --------------------- | ------------------ |
| 2001    | Bay Area CyberRays | 3-3 (n.v.) 4-2 (n.s.) | Atlanta Beat       |
| 2002    | Carolina Courage   | 3-2                   | Washington Freedom |
| 2003    | Washington Freedom | 2-1 (n.v.)            | Atlanta Beat       |

ALPF (1894–95) · 
NAFBL (1895–1921) · 
ASL I (1921–33) · 
ASL II (1933–83) · 
ISL (1960-65) ·
NPSL I (1967) · 
USA (1967) · 
NASL (1968–85) · 
MISL I (1978–92) · 
NPSL II (1984–2001) · 
USL I (1984–85) · 
WSA (1985–89) · 
LSSA (1987–92) · 
ASL III (1988–89) · 
CISL (1993–97) · 
EISL (1997–98) · 
WISL (1998–2001) · 
WUSA (2001–03) · 
MISL II (2001–08) · 
XSL (2008–09) · 
USL First Division (2005–2010) · 
USL Second Division (1990–2010) · 
D2 Pro League (2010) ·
NASL (2011–17)